# Benjamin Robins
Benjamin Robins (Bath, 1707 — Cuddalore, 29 de julho de 1751) foi um engenheiro militar e matemático britânico.
Foi um dos fundadores da balística.